# Once (album)
Vous lisez un « bon article » labellisé en 2022.
Pour les articles homonymes, voir Once.
Albums de Nightwish
Century Child
(2002) Dark Passion Play
(2007)
Singles
1. Nemo
Sortie : 20 avril 2004
2. Wish I Had an Angel
Sortie : 21 septembre 2004
3. Kuolema Tekee Taiteilijan
Sortie : 24 novembre 2004
4. The Siren
Sortie : 25 juillet 2005

Once (prononcer /wʌns/) est le cinquième album studio du groupe de metal symphonique finlandais Nightwish, sorti le 7 juin 2004 chez Nuclear Blast. Cet album est le dernier à présenter Tarja Turunen comme chanteuse du groupe. La pochette de l’album est inspirée par la sculpture de l’Angel of Grief de William Wetmore Story située au cimetière anglais de Rome ; celle-ci a déjà été utilisée pour les pochettes de plusieurs groupes comme Evanescence et The Tea Party.
Lors de la semaine de sa sortie, Once s’est placé en première place des classements allemands, finlandais, norvégiens et grecs, se vendant à plus de 80 000 exemplaires rien qu'en Allemagne. Son single Nemo est resté très longtemps à la tête des charts finlandais et hongrois ainsi que dans cinq autres pays. Au Brésil, pendant plusieurs semaines, il est le clip vidéo le plus demandé sur la chaine MTV. Dans la décennie qui suit, ce morceau est considéré comme la chanson de Nightwish la plus réussie. Once est certifié trois fois disque de platine en Finlande, disque de platine en Allemagne, et disque d’or en Suède, en plus d'avoir été numéro un des charts en Grèce, en Norvège et en Hongrie pendant plusieurs semaines. En 2017, le magazine Rolling Stone classe l'album en 89e position de son Top 100 des « meilleurs albums de musique metal de tous les temps ».
En raison du succès de l'album, le groupe organise le Once Upon a Tour, une tournée qui commence le 22 mai 2004 et se termine le 21 octobre 2005 en Finlande, avec un concert au Hartwall Areena. La tournée permet aux membres du groupe de jouer dans de nombreux nouveaux pays. En 2005, Nightwish ouvre avec Apocalyptica le championnat du monde d'athlétisme à Helsinki, ce concert permet d’augmenter le prestige mondial du groupe.

## Caractéristiques

### Composition et paroles

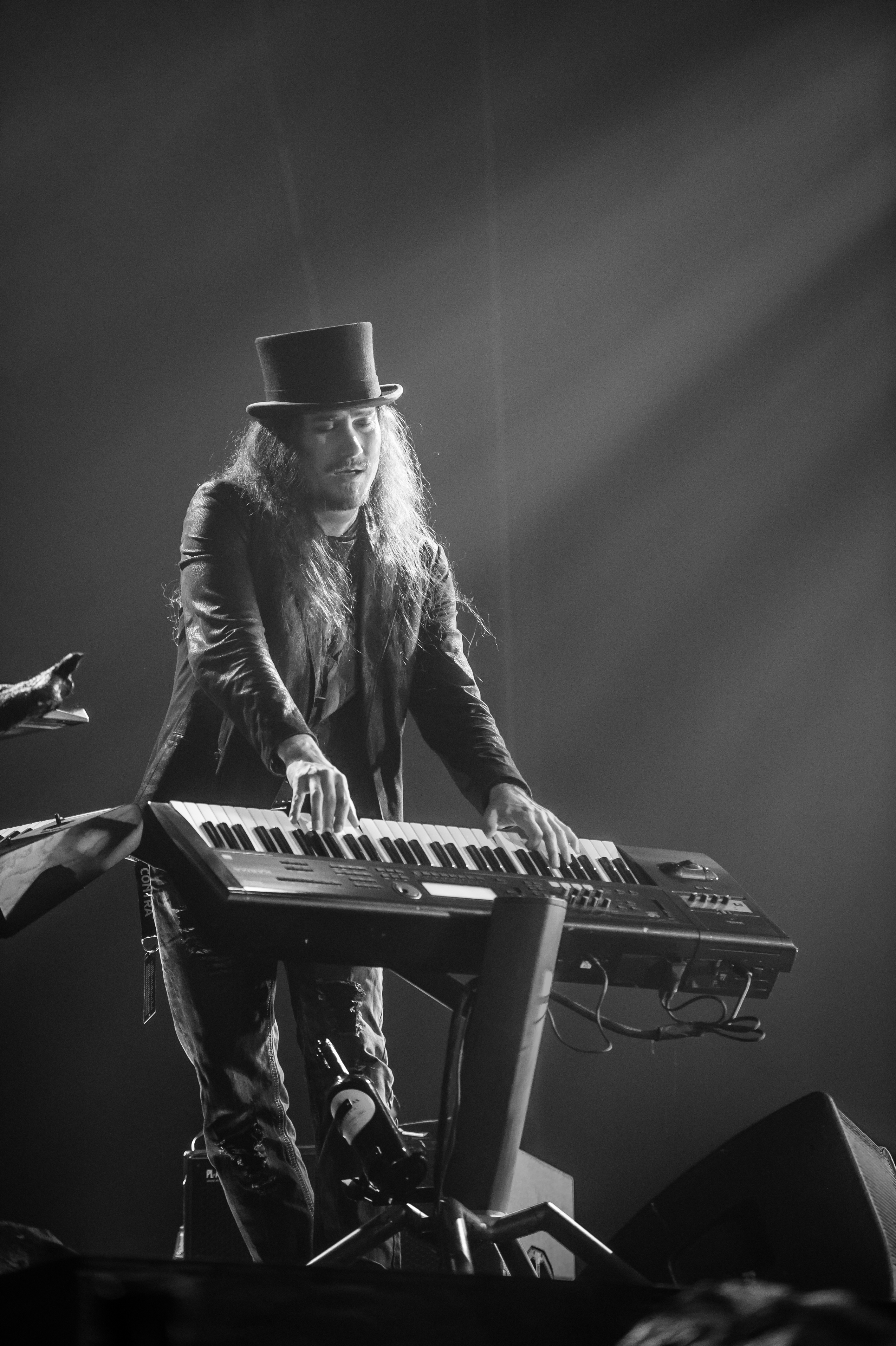
Tuomas Holopainen principal auteur-compositeur et parolier du groupe.

Comme pour tous les autres albums de Nightwish, Tuomas Holopainen est le principal auteur-compositeur et parolier, bien que sur cet opus Emppu Vuorinen et Marco Hietala aient également apporté leurs contributions. Les paroles les plus marquantes sont, pour Holopainen, celles de Higher Than Hope, qu'il écrit avec Hietala en hommage pour son ami Marc Brueland, décédé d'un cancer en 2003,,,, et celles de Creek Mary's Blood, inspirées par le livre éponyme de l'écrivain Dee Brown, l'un des auteurs préférés du compositeur. Cette dernière chanson comporte un poème récité, écrit par le claviériste, à propos du génocide amérindien,.
Nemo parle du sentiment de vide intérieur et de se sentir perdu dans le monde, et Kuolema Tekee Taiteilijan parle de l'expérience de la renommée. La chanson est écrite à l'origine en anglais mais Tuomas Holopainen décide de l'enregistrer en finnois à la dernière minute. Il déclare également avoir beaucoup de mal à écrire des chansons courtes et qu'il lui a fallu plusieurs mois avant de terminer Nemo, tandis que d'autres chansons plus longues comme Creek Mary's Blood ou Ghost Love Score ont été terminées en une à deux journées de travail.
Planet Hell est une chanson à caractère plus religieux, englobant également la mythologie. Elle évoque le nocher (Charon), un personnage de la mythologie grecque qui fait traverser les âmes des morts dans l’Enfer, ainsi que Gaïa, la déesse grecque de la Terre, qui a engendré les parents des dieux de l'Olympe. Ghost Love Score parle des délires amoureux et des personnes qui perdent tout en aimant ceux qu'ils ne devraient pas. Marco Hietala commente la chanson comme suit : « c'est une chanson qui comporte beaucoup de parties différentes, d'atmosphères différentes et d'endroits différents afin de soutenir l'histoire ».

### Production

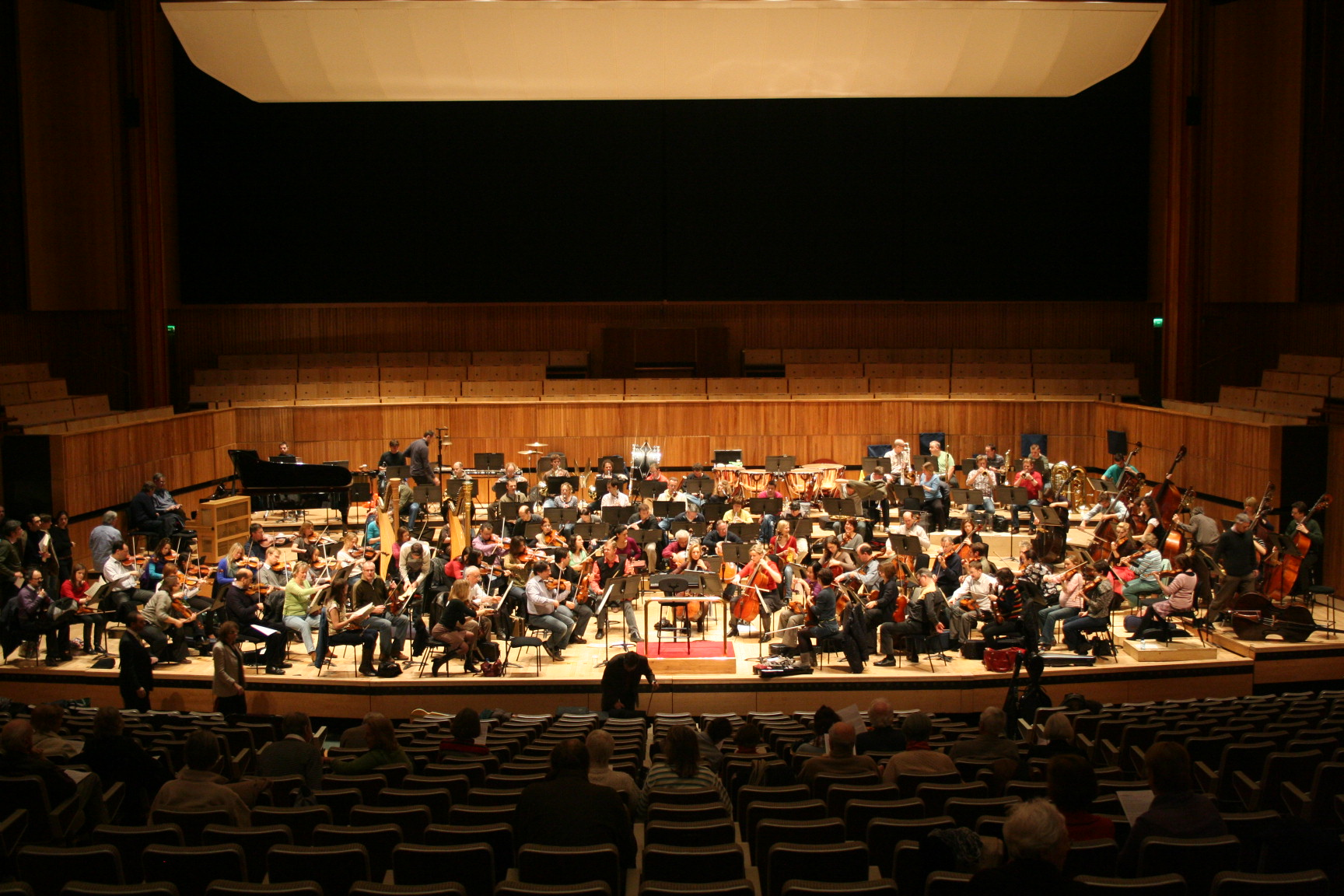
L'Orchestre philharmonique de Londres est utilisé par Tuomas Holopainen pour les orchestrations de l'album.

La production de Once commence en octobre 2003, peu de temps après la fin du World Tour of the Century. La démo de l’album et les versions provisoires des chansons sont prêtes en novembre et sont envoyées peu de temps après au batteur du groupe, Jukka Nevalainen, qui est toujours le premier à enregistrer ses parties. Cette fois le batteur enregistre à l'hôtel Helka, à Helsinki, avec un matériel différent de celui qu'il utilisait auparavant, à la suite d'une perte d’une bonne partie du matériel lors de concerts en Suisse. Marco Hietala enregistre les parties de basse à Kitee, la ville natale du groupe, au studio Finnvox en compagnie d'Emppu Vuorinen à la guitare. Selon Tero Kinnunen, le producteur de l'album, une bonne partie des enregistrements sur les démos ont fini par être incluses dans la version finale de l'album en raison de leur bonne qualité de son.
Tuomas Holopainen s'implique directement dans l'arrangement de l’orchestration dirigé et conduit par Pip Williams, le chef d'orchestre britannique qui dirige l'Orchestre philharmonique de Londres, lors des sessions qui ont lieu aux Phoenix Studios à Londres. Les premiers enregistrements avec l'orchestre sont réalisés le 29 janvier 2004. Le claviériste déclare qu'en seulement huit heures, les cinquante-deux musiciens avaient répété et appris leurs partitions. Holopainen utilise également les studios de Londres pour enregistrer les claviers. Les parties vocales définitives pour l’album sont enregistrées par Tarja Turunen et Marco Hietala en février 2004 dans le studio Finnvox. À la suite d'une demande de Tuomas Holopainen, Turunen utilise sa voix de manière plus « rock » que sur les précédents albums, obtenant toujours des résultats satisfaisants, à l'exception d'un morceau bonus décrit par le groupe comme un véritable désastre ; le titre de cette chanson n'est jamais révélé.
Le mixage de l'album se termine fin mars et plus de 250 000 euros ont été dépensés pour toute la production de l'album. Cela fait de Once le disque le plus cher de l'histoire de la Finlande jusqu'en 2007, lorsque Nightwish dépense 500 000 euros pour la production de Dark Passion Play.

### Style musical
| Audio externe | |
|               | Ghost Love Score est le morceau qui combine le plus le son metal du groupe et celui de l'orchestre (10 min 2 s) sur la chaîne YouTube de Nightwish. |

Avec Once, Nightwish mélange de nombreux styles, dont certains auxquels ils n'avaient encore jamais touché, comme un mélange entre un riff de guitare et un drum-beat synthétisé pour le refrain de Wish I Had an Angel ou bien de la flûte sur Creek Mary's Blood  ; cette chanson comporte également une collaboration avec le chanteur amérindien John Two-Hawks, qui commence et termine la chanson en récitant un poème en Lakota,. L’orchestration donne un nouveau visage aux chansons : le morceau Ghost Love Score est un exemple de la combinaison entre l’orchestre et le travail du groupe,. Ce travail a déjà été fait sur l'album précédent, Century Child, mais est bien plus évident sur Once.
Cependant, Nightwish n’abandonne pas son propre style. On retrouve toujours des chansons plus lourdes, avec des guitares plus proéminentes, comme pour Planet Hell, Dead Gardens et Romanticide, tandis que la chanson Kuolema Tekee Taiteilijan est totalement orchestrale, sans guitare, sans basse et sans batterie, laissant place aux instruments symphoniques et à la voix de Tarja Turunen,. La chanson Higher Than Hope a également une atmosphère différente, on y retrouve la voix de Marc Brueland, l’ami défunt de Tuomas, parlant de son cancer ainsi que des mots du père de Marc.

### Pochette
La pochette d'album est conçue et dessinée par Markus Mayer. Elle montre un ange affaissé au-dessus d'un piédestal de pierre portant l'inscription « Once » gravée dans des lauriers sculptés. Le motif est entouré d'un cercle orné de fioritures. L'ange ornant la pochette vient de la statue de l’Angel of Grief réalisé par William Wetmore Story. Il s'agit d'une pierre tombale se situant au cimetière anglais de Rome. La sculpture a servi à illustrer les pochettes d'autres artistes, dont l'album Embossed Dream In Four Acts du groupe de metal gothique grec Odes Of Ecstasy, l'album The Edges of Twilight de The Tea Party,, ainsi que le premier EP d'Evanescence, Evanescence EP,. 

## Accueil

### Accueil critique
L'album reçoit de bonnes critiques de la part de la presse musicale. Dans un article publié avant la sortie de l'album, Ene Jaedike, du magazine Hard Rock, écrit qu'il s'agit « clairement du travail le plus abouti des Finlandais » et note que « l'équilibre entre les parties orchestrales et les cuivres est la chose la plus difficile que Nightwish ait jamais enregistrée ». Le magazine l'a également ajouté en 2005 dans sa catégorie des « 500 plus grands albums de rock et de metal de tous les temps ». Il obtient une note de 6,5/10 de la part du magazine Metal Storm  qui reste un peu déçu du résultat : « J'aime le son nostalgique, mais quand j'ai écouté Oceanborn et Wishmaster, certainement leurs deux chefs-d'œuvre, et ensuite Once, n'osez pas me dire que c'est le même niveau. En fait, les meilleurs moments sont ceux où Hietala chante. Cela apporte un peu de changement, d'autant plus que je suis aussi un peu déçu par la voix de Tarja, qui ne semble pas aussi puissante qu'avant ». Pour le site web Sputnikmusic « Les éléments symphoniques sont poussés à leur paroxysme » et « cet album présente certains des meilleurs éléments du genre metal. Nightwish prouve qu'ils sont les maîtres de leur genre ».
En 2017, le magazine Rolling Stone place Once en 89e place de son top « The 100 Greatest Metal Albums of All Time » en expliquant que c'est sur cet album que « le groupe atteint son meilleur équilibre entre force et mélodie ».

### Succès commercial

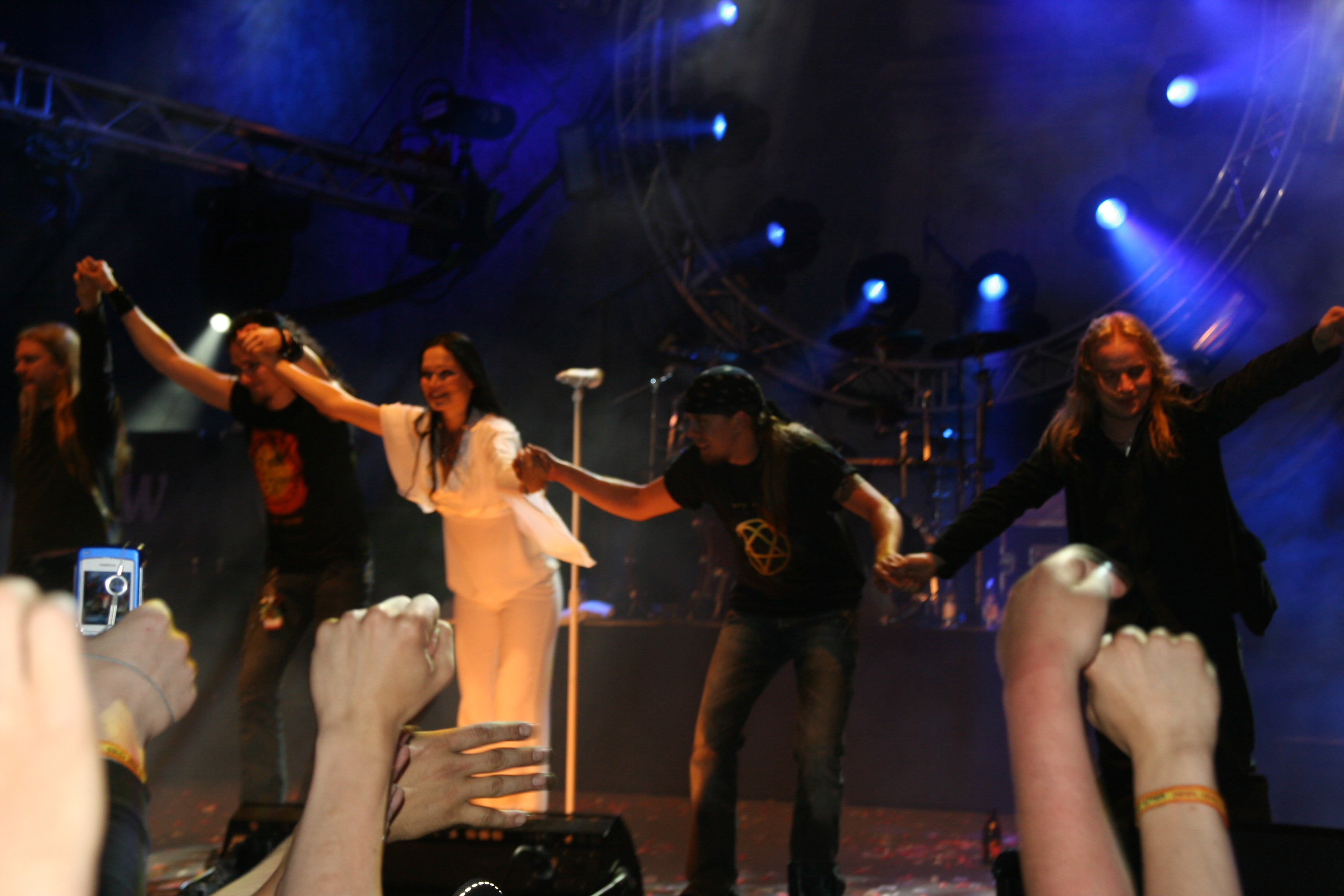
Dès sa sortie, Once devient le plus grand succès du groupe.

Lors de la semaine de sa sortie, Once se place directement en tête des classements en Finlande, en Allemagne, en Grèce et en Norvège. L’album se vend à plus de 80 000 exemplaires rien qu'en Allemagne, atteignant les 100 000 exemplaires fin 2004, permettant à Nightwish de remporter un disque d'or. Il est le premier album du groupe à entrer dans les classements aux États-Unis et au Royaume-Uni, tout en emmenant Nightwish sur les marchés australien et japonais. Once permet au groupe de remporter pour la première fois un disque d'or au Brésil, avec plus de 30 000 exemplaires vendus, et est l'album le plus vendu en Europe en juillet 2004,.
En mai 2004, le premier single de l'album, Nemo, remporte un disque d'or en Finlande seulement une semaine après sa sortie, puis, peu de temps après, remporte un disque de platine avec 10 000 exemplaires vendus. Le single gagne également un disque d'or en Norvège avec 5 000 exemplaires vendus. Nemo est considérée en 2016 par Metal Hammer comme la chanson la plus réussie du groupe et est choisie fin 2004 par le Billboard comme la chanson metal la plus réussie de l'année en Europe. La même année, son clip-vidéo est le plus demandé sur la chaine MTV au Brésil,, et arrive également à la première place des charts en Hongrie, ainsi que dans cinq autres pays,,, tout en entrant dans le Top 10 britannique. En 2021, Nemo est considérée par Metal Hammer comme étant la 8e meilleure chanson du début du siècle,. Le single Wish I Had an Angel arrive aussi en première place des charts finlandais et est en plus le premier single du groupe à entrer dans les charts portugais, arrivant en 8e position. La chanson est incluse dans les bandes originales de trois films américains en 2004,.
En un mois seulement, Once devient double disque platine en Finlande,,, disque de platine en Allemagne et disque d'or en Autriche, en Suède, en Suisse et en Norvège. Cela permet à l'album d'arriver fin 2005 à plus d'1,2 million d'exemplaires vendus dans le monde. Once permet au groupe de faire accroitre sa renommée à travers le monde.

## Once Upon a Tour

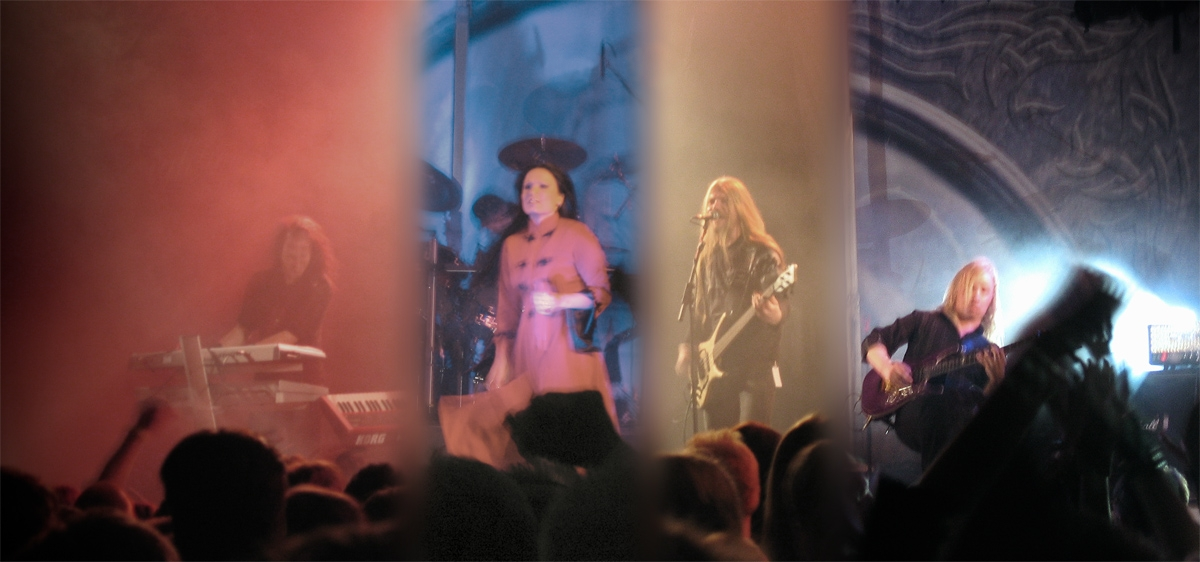
Nightwish à Kitee, en Finlande, le 22 mai 2004 lors du Once Upon a Tour.

Afin de promouvoir Once, Nightwish effectue le Once Upon a Tour : une tournée qui emmène le groupe se produire pour la première fois dans des pays tels que la Colombie, l'Équateur, l'Écosse, le Portugal, le Japon et l'Australie. Le Once Upon a Tour est la première tournée de Nightwish à faire jouer le groupe aux États-Unis et la troisième tournée du groupe en Amérique latine avec des dates en Argentine, au Brésil et au Mexique. Après la tournée en Amérique latine, le groupe joue au Canada, en Finlande et termine l’année 2004 en Allemagne.
Nightwish fait une pause en janvier 2005 et reprend le Once Upon a Tour en février, avec de nouvelles dates en Europe, donnant le 28 février un concert devant 10 000 personnes à Stuttgart, en Allemagne, alors leur plus grand spectacle. En mars, le groupe effectue ses premiers concerts au Japon et en Australie. En avril 2005, Nightwish aurait dû rejouer en Amérique du Nord, mais les concerts sont annulés car Tarja Turunen préfère tourner avec son side-project, Noche Scandinava. La tournée reprend en mai, et de là jusqu'en août, le groupe se produit dans les plus grands festivals européens, comprenant une performance au Wacken Open Air, en Allemagne, et au Download Festival, en Angleterre.
Le 6 août 2005, Nightwish ouvre, avec Apocalyptica, les championnats du monde d'athlétisme en jouant Nemo, la représentation est diffusée en direct dans des centaines de pays à travers le monde,. En octobre, le groupe joue au Brésil et au Mexique pour le festival Live'N'Louder, puis termine sa tournée à l'Hartwall Areena à Helsinki, la capitale finlandaise,,. Ce dernier concert sort en DVD sous le nom d’End of an Era et marque un tournant historique dans l'histoire du groupe : d'un commun accord entre Tuomas Holopainen, Emppu Vuorinen, Marco Hietala et Jukka Nevalainen, Tarja Turunen est révoquée en novembre 2005 de sa fonction de chanteuse et le groupe annonce cette décision par le biais d'une lettre ouverte,,,,.

## Liste des titres
Toutes les chansons sont écrites et composées par Tuomas Holopainen, sauf indication.
| 1.    | Dark Chest of Wonders                            | 4:28  |
| 2.    | Wish I Had an Angel                              | 4:06  |
| 3.    | Nemo                                             | 4:36  |
| 4.    | Planet Hell                                      | 4:39  |
| 5.    | Creek Mary's Blood                               | 8:30  |
| 6.    | The Siren (Musique : Holopainen, Vuorinen)       | 4:45  |
| 7.    | Dead Gardens                                     | 4:28  |
| 8.    | Romanticide (Musique: Holopainen, Hietala)       | 4:58  |
| 9.    | Ghost Love Score                                 | 10:02 |
| 10.   | Kuolema Tekee Taiteilijan                        | 3:59  |
| 11.   | Higher Than Hope (Musique : Holopainen, Hietala) | 5:35  |
| 69:12 |                                                  |       |

| 12. | White Night Fantasy   | 4:04 |
| 13. | Live to Tell the Tale | 5:02 |

## Crédits

### Nightwish
- Tarja Turunen — chant

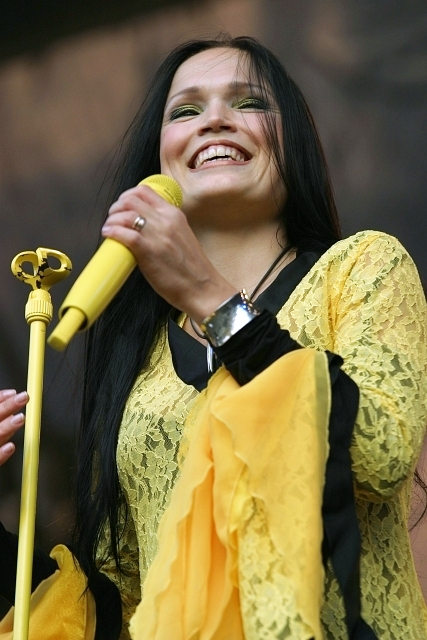
Once est le dernier album de Nightwish à présenter Tarja Turunen comme chanteuse.

- Tuomas Holopainen — claviers, piano
- Marco Hietala — basse, chant (pistes 2, 4, 6, 8)
- Emppu Vuorinen — guitare
- Jukka Nevalainen — batterie

### Musiciens invités
- Marc Brueland – narration sur Higher Than Hope
- Jouni Hynynen – growl sur Dead Gardens
- Sami Yli-Sirniö – sitar sur The Siren
- John Two-Hawks – chant et siyotanka sur Creek Mary's Blood
- Olli Halonen – guitare slide
- Martin Loveday – violoncelle sur The Siren
- Sonia Slaney – violon sur The Siren
- Orchestre philharmonique de Londres – orchestre
- Jenny O'Grady – chef de chœur
- Metro Voices – chœur
- James Shearman – orchestre et chef de chœur
- Gavyn Wright – chef d'orchestre

### Production
- Tero « TeeCee » Kinnunen. – producteur, ingénieur son, mixage
- Mikko Karmila – ingénieur son, mixage
- Mika Jussila – mastering
- James Collins – ingénieur son pour les enregistrements orchestraux
- Aaron Price – ingénieur assistant
- Simon Goldfinch – ingénieur assistant
- Markus Mayer – pochette d'album, design
- Toni Härkönen – photographie
- Petteri Tyynelä – mise en page

## Classements et certifications
| Pays        | Chart                   | Meilleure position | Réf    |
| ----------- | ----------------------- | ------------------ | ------ |
| Autriche    | Ö3 Austria Top 40       | 4                  | [ 76 ] |
| Belgique    | Ultratop 50 Flandres    | 30                 | [ 77 ] |
| Belgique    | Ultratop 40 Wallonie    | 42                 | [ 78 ] |
| États-Unis  | Top Heatseekers         | 42                 | [ 79 ] |
| France      | SNEP                    | 9                  | [ 80 ] |
| Finlande    | Mitä hittiä             | 1                  | [ 81 ] |
| Grèce       | IFPI                    | 1                  | [ 39 ] |
| Hongrie     | Mahasz                  | 1                  | [ 42 ] |
| Norvège     | VG-lista                | 1                  | [ 40 ] |
| Pays-Bas    | Dutch Top 40            | 11                 | [ 82 ] |
| Royaume-Uni | UK Albums Chart         | 102                | [ 42 ] |
| Slovaquie   | Slovaquian Album Charts | 1                  | [ 42 ] |
| Suède       | Sverigetopplistan       | 3                  | [ 83 ] |
| Suisse      | Swiss Music Charts      | 4                  | [ 84 ] |

| Pays             | Certification | Ventes certifiées |
| ---------------- | ------------- | ----------------- |
| Allemagne (IFPI) | Platine       | 200 000           |
| Autriche (IFPI)  | Or            | 10 000            |
| Finlande (IFPI)  | 3 × Platine   | 107 288           |
| Grèce (IFPI)     | Or            | 3 000             |
| Norvège (IFPI)   | Or            | 15 000            |
| Suède (IFPI)     | Or            | 30 000            |
| Suisse (IFPI)    | Or            | 15 000            |